# 山西省作家协会
山西省作家协会，简称山西省作协，是中华人民共和国山西省文学工作者组成的专业性人民团体，是中国作家协会的团体会员。其最高权力机构为山西省作家协会代表大会。

## 历届主席
第六届2013-
主席：杜学文。
副主席：王祥夫、吕新、李杜、李骏虎、杨占平、张明旺、张锐锋、赵瑜、秦溱、哲夫、晋原平、葛水平（女）、蒋韵（女）、潞潞。
第七届2019-
主席：杜学文。
副主席：罗向东、张锐锋、李骏虎、吕新、葛水平、刘慈欣、鲁顺民、黄风、王春林、徐大为、张行健、侯讵望、聂尔、杨遥。